# The Dawn of Passion
Pour plus de détails, voir Fiche technique et Distribution.
The Dawn of Passion est un film muet américain réalisé par Allan Dwan et sorti en 1912.

## Synopsis
Loin de la civilisation, Margy Cotter et Jim Walthers vivent avec leurs familles respectives. Mais un groupe de cowboys s'installe dans la région et leur chef tombe sous le charme de la petite sauvageonne…

## Fiche technique
- Réalisation : Allan Dwan
- Date de sortie : États-Unis : 9 septembre 1912

## Distribution
- J. Warren Kerrigan : Jim Walthers
- Pauline Bush : Jenny Whippleton
- Jack Richardson : Bill Hickox
- Jessalyn Van Trump : Margy Cotter
- Louise Lester